# Baron Grandison

Wappen der Barone Grandison

Baron Grandison war ein erblicher britischer Adelstitel, der zweimal in der Peerage of England verliehen wurde.

## Verleihung
Der Titel wurde am 6. Februar 1299 von König Eduard I. dem burgundischen Adligen Guillaume de Grandson (engl. William de Grandison) aus dem Adelsgeschlecht Grandson verliehen, indem dieser durch Writ of Summons ins englische Parlament berufen wurde. Am 21. September 1299 wurde parallel auch dessen Bruder Sir Othon de Grandson (engl. Sir Otton de Grandison) ins Parlament berufen und dadurch ebenfalls zum Baron erhoben.
Othons Titel erlosch bei dessen kinderlosem Tod im April 1328. Guillaumes Titel fiel 1375 in Abeyance, als sein Nachfahre, der 4. Baron, starb, ohne männliche Nachkommen zu hinterlassen, und ruht seither.

## Liste der Barone Grandison

### Barone Grandison, erste Verleihung (1299)
- William Grandison, 1. Baron Grandison († 1330)
- Peter Grandison, 2. Baron Grandison (1295–1358)
- John Grandison, 3. Baron Grandison (1292–1369)
- Thomas Grandison, 4. Baron Grandison (1339–1375) (Titel abeyant 1375)

### Barone Grandison, zweite Verleihung (1299)
- Otton de Grandson, 1. Baron Grandison († 1328)